# Märta Ekström

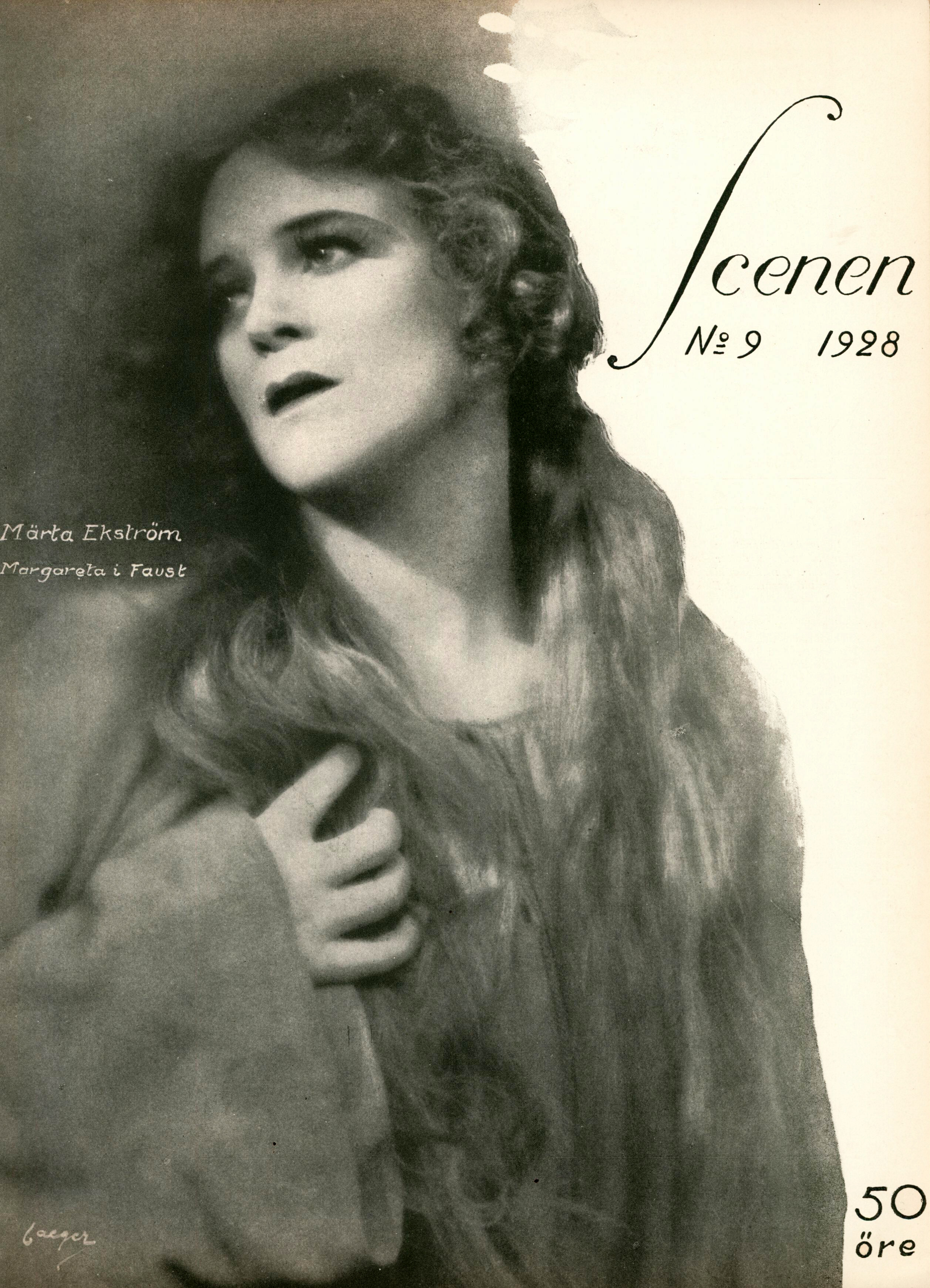
Como Margareta en la óperaFausto. Fotografía en Scenen en 1928

Märta Ekström (28 de enero de 1899 - 23 de enero de 1952) fue una actriz y cantante sueca.

## Biografía
Nacida en Värmdö, Suecia, su verdadero nombre era Märta Valborg Ekström. Ekström estudió entre 1917 y 1921 en la Real Academia Sueca de Música con el fin de llegar a ser cantante lírica, pero cambió de idea y se formó después, entre 1921 y 1923, en la academia teatral Dramatens elevskola. Tras graduarse, fue actriz en el Teatro Dramaten desde 1923 a 1924, en el Svenska teatern de Estocolmo entre 1924 y 1925, en el Vasateatern desde 1925 a 1926, y en el Komediteatern y en el Konserthusteatern desde 1926 a 1927. A partir de 1927 volvió a actuar en el Teatro Dramaten. 
Ekström debutó como cantante en 1927, actuando por vez primera en el cine en 1925, rodando un total de ocho películas. 
Entre los papeles más destacados que interpretó figuran el de Emilia en Otelo, Margarita en Fausto, Acacia en Mors rival, Ginevra en Vendetta, Sonja en Gas, Alvilde en Det stora barndopet, Germaine en Herr Lamberthier, y Makurell en Makurells i Wadköping.
Märta Ekström falleció en Estocolmo, Suecia, en 1952. Había estado casada desde 1930 a 1934 con el director Alf Sjöberg, y entre 1937 y 1947 con el actor Frank Sundström.

## Teatro
- 1921 : Elektra, de Hugo von Hofmannsthal, escenografía de Tor Hedberg, Teatro Dramaten
- 1922 : Den leende fru Madeleine, de André Obey y Denys Amiel, escenografía de Olof Molander, Teatro Dramaten
- 1922 : Den objudna gästen, de Maurice Maeterlinck, escenografía de Olof Molander, Teatro Dramaten
- 1922 : Cirkeln, de William Somerset Maugham, escenografía de Gustaf Linden, Teatro Dramaten
- 1922 : Riddar Blåskäggs åttonde hustru, de Alfred Savoir, escenografía de Olof Molander, Teatro Dramaten
- 1922 : Äventyret, de Gaston Arman de Caillavet y Robert de Flers, escenografía de Karl Hedberg, Teatro Dramaten
- 1923 : Sköldpaddskammen, de  Richard Kessler, escenografía de Karl Hedberg, Teatro Dramaten
- 1924 : Lilla Busses bröllop, de Richard Kessler, escenografía de Knut Nyblom, Vasateatern[1]
- 1925 : Skuggan, de Dario Nicodemi, Svenska Teatern de Estocolmo[2]
- 1925 : Det stora barndopet, de Oskar Braaten, escenografía de Pauline Brunius, Vasateatern[3]
- 1926 : Svanevit, de August Strindberg, escenografía de Gunnar Klintberg, Vasateatern[4]
- 1926 : Damen utan slöja, de August Neidhart, Lothar Sachs y Byjacco, escenografía de Oskar Textorius, Södra Teatern[5]
- 1926 : Hjälten på den gröna ön, de John Millington Synge, escenografía de Per Lindberg, Komediteatern[6]
- 1928 : "Hoppla, vi lever!", de Ernst Toller, escenografía de Per Lindberg, Teatro Dramaten
- 1929 : Nyss utkommen!, de Édouard Bourdet, escenografía de Gustaf Linden, Teatro Dramaten
- 1930 : Ungkarlspappan, de Edward Childs Carpenter, escenografía de Olof Molander, Teatro Dramaten
- 1931 : Karusellen, de George Bernard Shaw, escenografía de Gustaf Linden, Teatro Dramaten
- 1931 : Jag har varit en tjuv!, de Sigfrid Siwertz, escenografía de Olof Molander, Teatro Dramaten
- 1931 : Pickwick-klubben, de František Langer a partir de Charles Dickens, escenografía de Olof Molander, Teatro Dramaten
- 1932 : El inspector general, de Nikolái Gógol, escenografía de Alf Sjöberg, Teatro Dramaten
- 1932 : Guds gröna ängar, de Marc Connelly, escenografía de Olof Molander, Teatro Dramaten
- 1932 : Över förmåga, de Bjørnstjerne Bjørnson, escenografía de Alf Sjöberg, Teatro Dramaten
- 1934 : För sant att vara bra, de George Bernard Shaw, escenografía de Rune Carlsten, Teatro Dramaten
- 1934 : Un sombrero de paja de Italia, de Eugene Labiche, escenografía de Olof Molander, Teatro Dramaten
- 1934 : El placer de la honradez, de Luigi Pirandello, escenografía de Anders de Wahl, Teatro Dramaten
- 1935 : Ljuva ungdomstid, de Eugene O'Neill, escenografía de Rune Carlsten, Teatro Dramaten
- 1935 : Den gröna fracken, de Gaston Arman de Caillavet, escenografía de Rune Carlsten, Teatro Dramaten
- 1936 : Kokosnöten, de Marcel Achard, escenografía de Rune Carlsten, Teatro Dramaten
- 1936 : Spökdamen, de Pedro Calderón de la Barca, escenografía de Olof Molander, Teatro Dramaten
- 1937 : Skönhet, de Sigfrid Siwertz, escenografía de Alf Sjöberg, Teatro Dramaten
- 1937 : Vår ära och vår makt, de Nordahl Grieg, escenografía de Alf Sjöberg, Teatro Dramaten
- 1937 : En sån dag!, de Dodie Smith, escenografía de Rune Carlsten, Teatro Dramaten[7]
- 1938 : Älskling, jag ger mig…, de Mark Reed, escenografía de Olof Molander, Teatro Dramaten
- 1938 : Kvinnorna, de Clare Boothe Luce, escenografía de Rune Carlsten, Teatro Dramaten[8]
- 1939 : Mitt i Europa, de Robert E. Sherwood, escenografía de Rune Carlsten, Teatro Dramaten
- 1939 : Nederlaget, de Nordahl Grieg, escenografía de Svend Gade, Teatro Dramaten
- 1939 : Guldbröllop, de Dodie Smith, escenografía de Carlo Keil-Möller, Teatro Dramaten
- 1940 : Medelålders herre, de Sigfrid Siwertz, escenografía de Rune Carlsten, Teatro Dramaten
- 1940 : Koppla av, de Moss Hart, escenografía de Carlo Keil-Möller, Teatro Dramaten
- 1940 : Den lilla hovkonserten, de Toni Impekoven y Paul Verhoeven, escenografía de Rune Carlsten, Teatro Dramaten
- 1941 : Gudarna le, de A.J. Cronin, escenografía de Carlo Keil-Möller, Teatro Dramaten
- 1942 : Swedenhielms, de Hjalmar Bergman, escenografía de Carlo Keil-Möller, Teatro Dramaten
- 1942 : Ut till fåglarna, de George S. Kaufman y Moss Hart, escenografía de Alf Sjöberg, Teatro Dramaten
- 1948 : Släktmötet, de T. S. Eliot, escenografía de Alf Sjöberg, Teatro Dramaten

## Filmografía
- 1925 : Karl XII del II
- 1925 : Ingmarsarvet
- 1930 : Doktorns hemlighet
- 1930 : Vi två
- 1934 : Unga hjärtan
- 1937 : John Ericsson - segraren vid Hampton Roads
- 1943 : Katrina
- 1944 : Kejsarn av Portugallien